# ميكروببتيد

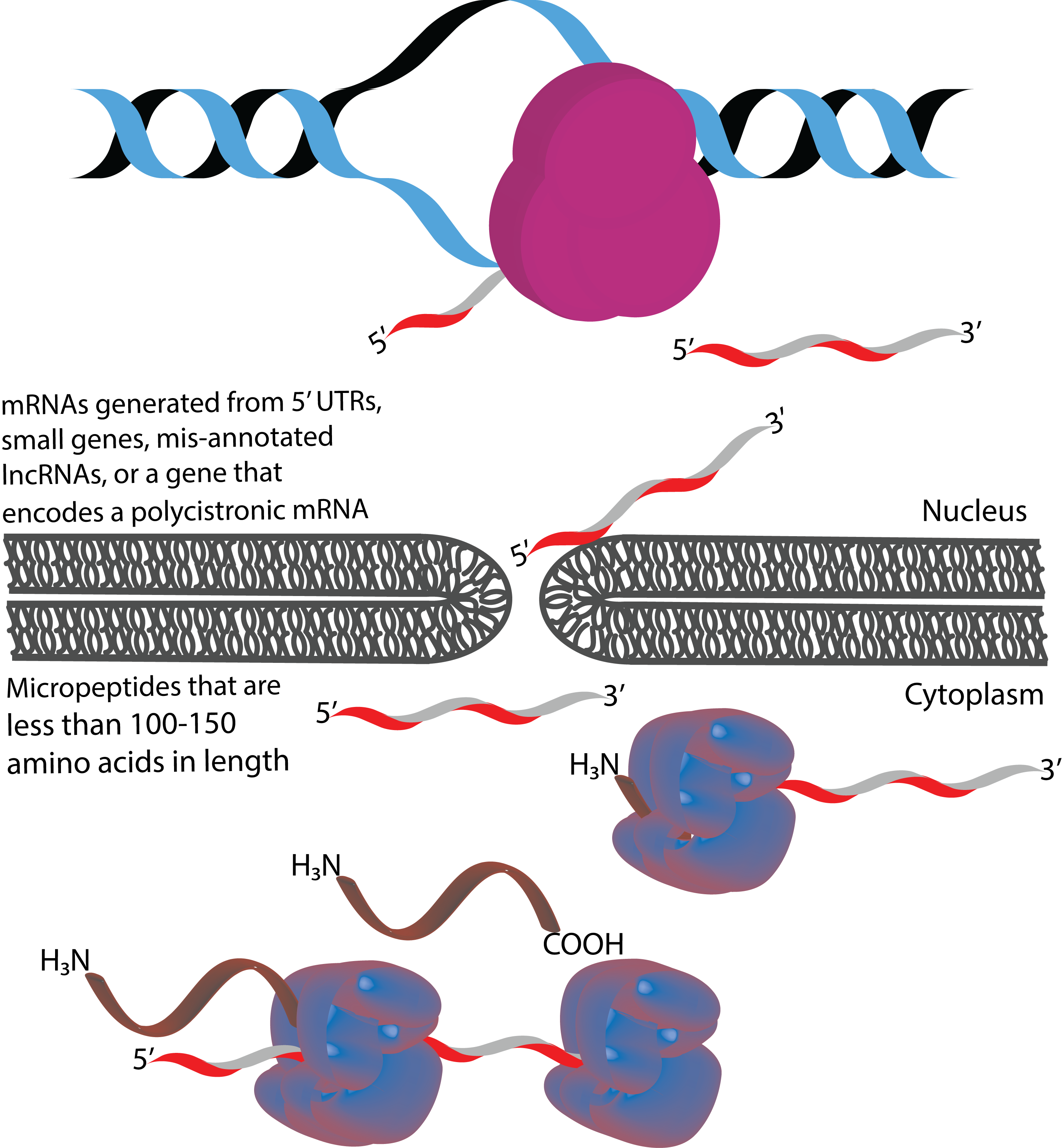
يُمكن نسخ الميكروببتيدات من المناطق 5' غير المترجمة (5'UTRs)، الجينات الصغيرة، الرنا الرسول عديد السيسترون و الرنا غير المشفر الطويل المخطوء في توصيفه.

الميكروببتيد (بالإنجليزية: Micropeptide)‏ ويُعرف كذلك باسم الميكروبروتين، هو عديد ببتيد طوله أقل من 100-150 حمض أميني يُشفر من إطارات قراءة مفتوحة قصيرة (sORFs). وفي هذا السياق، هو مختلف عن الكثير من الببتيدات الصغيرة النشطة الأخرى التي تنتج من قصٍ لبروتينات كبيرة أثناء تعديلات ما بعد الترجمة. من حيث الطول، الميكروبيبتيدات أقصر من البروتينات «المعيارية» التي متوسط طولها 330 في بدائيات النوى و449 في حقيقيات النوى. تسمى الميكروببتيدات أحيانا حسب موضعها الجينومي، على سبيل المثال: ناتج النسخ من إطار قراءة مفتوح عكس الاتجاه [الإنجليزية] (uORF) يمكن أن يُسمى: الببتيد المشفر من uORF ‏(uPEP). لا تملك الميكروببتيدات تسلسلات تأشير في النهاية الأمينية، وهذا يوحي بأنها على الأرجح ستتموقع في السيتوبلازم. لكن تم العثور على بعض الميكروببتيدات في أحياز خلوية أخرى، كما يوحي به تواجد ميكروببتيدات عبر غشائية. وهي موجودة لدى كلٍ من حقيقيات وبدائيات النوى.
إطارات القراءة المفتوحة الصغيرة التي تُترجم منها الميكروببتيدات يمكن أن تتواجد في المناطق 5' غير المترجمة (5'UTRs)، الجينات الصغيرة، الرنا الرسول عديد السيسترون. بعض الجينات المشفرة للميكروببتيدات تم توصيفها خطأً في البداية على أنها رنا غير مشفر طويل (lncRNA).
نظرا لطولها الصغير، تم تجاهل الـsORFs، لكن تم تحديد مئات الآلاف من الميكروببتيدات المفترضة عبر عدة تقنيات في العديد من الكائنات. جزء صغير فقط من إطارات القراءة الصغيرة هذه التي تملك قابلية للترجمة تم تأكيد التعبير عنها وعن امتلاك الميكروببتيدات الناتجة منها لوظيفة. الميكروببتيدات التي تم تحديد وظائفها، تقوم في العموم بأدوارٍ في التأشير الخلوي، تخلق الأعضاء والفيسيولوجيا الخلوية. مع اكتشاف المزيد من الميكروببتيدات يتم اكتشاف وظائفها كذلك. أحد وظائفها التنظيمية هي عملها كمفتاح ببتيدي يقوم بمنع التعبير عن التسلسلات المشفرة مع الاتجاه بتعطيل الريبوسومات عبر تنشيطها المباشر أو غير المباشر بواسطة جزيئات صغيرة.